# Reinhold Rost
Ernst Reinhold Rost (* 2. Februar 1822 in Eisenberg (Thüringen); † 7. Februar 1896 in Canterbury, Kent) war ein englischer Orientalist und Bibliothekar deutscher Herkunft.

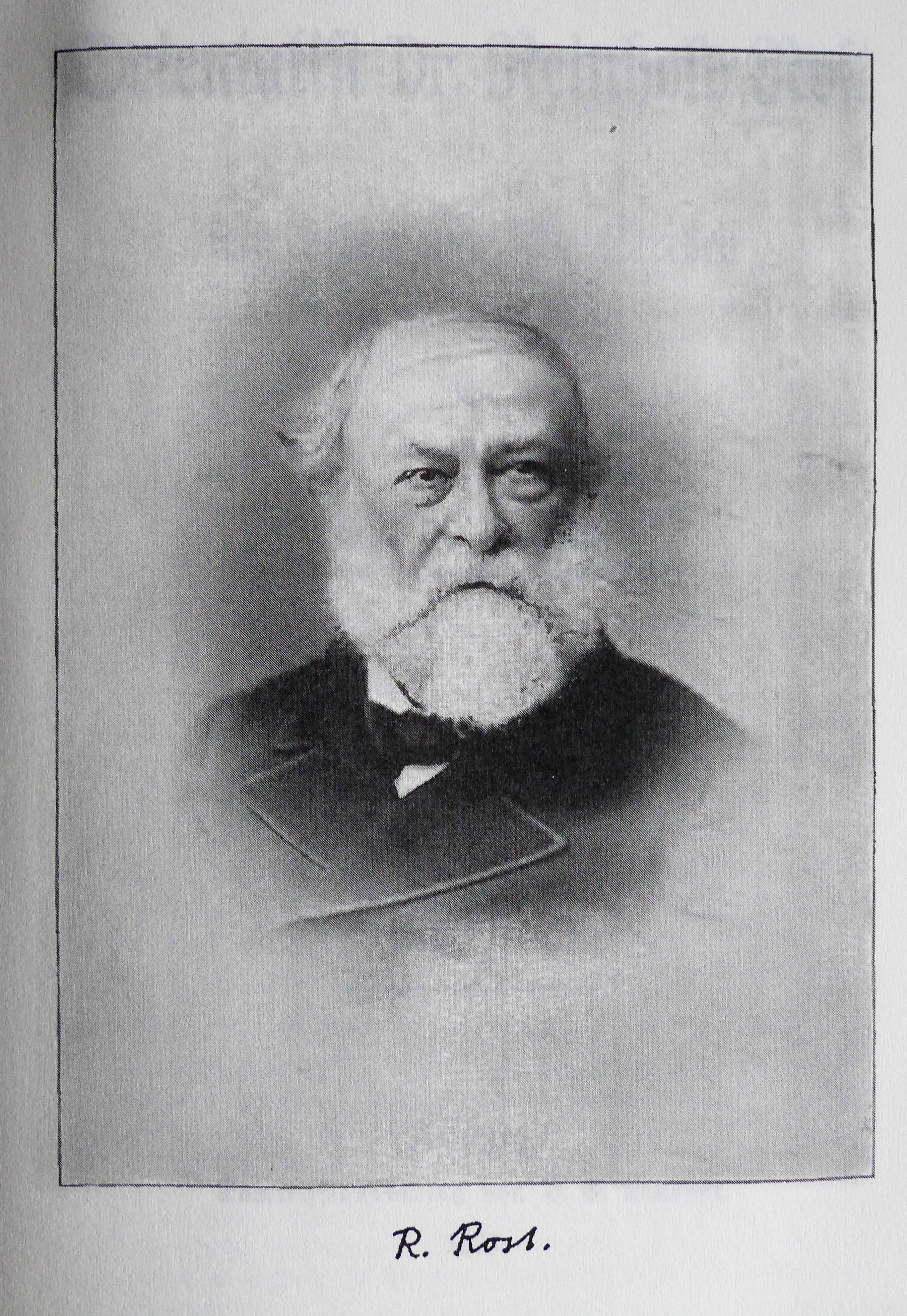
Reinhold Rost (1822–1896), Porträt mit Signatur, um 1890

## Leben und Werk

### Herkunft, Ausbildung
Reinhold Rost entstammte einer evangelisch-lutherischen Pfarrersfamilie und studierte nach dem Abitur am Gymnasium in Altenburg 1842 an der Universität Jena aus praktischen Gründen zunächst Theologie, dann jedoch orientalische Sprachen. 1847 promovierte er mit einer (ungedruckten) Arbeit über die singhalesische Sprache zum Dr. phil. und zog anschließend auf der Suche nach einer Anstellung nach England.

### Sprachlehrer in England
Zunächst Deutschlehrer an der King’s School in Canterbury, der ältesten erhaltenen Schule der Welt (gegründet 597 n. Chr.), wurde er 1851 zum Dozenten für orientalische Sprachen am St. Augustine’s Missionary College berufen, wo er junge Leute als Missionare ausbildete, eine Position, die er bis zu seinem Tod innehatte.

### Oberbibliothekar der India Office Library
1863 schlug Rost, seiner zukünftigen Frau zuliebe, Berufungen nach Bombay und Sankt Petersburg aus und wurde stattdessen Sekretär der Royal Asiatic Society of Great Britain and Ireland in London und 1869 Headlibrarian (Oberbibliothekar) des India Office (India Office Library), das seit 1858 (bis 1947) mit der Verwaltung Britisch-Indiens betraut war. Damit verbunden war der Umzug nach London, von wo aus er per Bahn zu seinen verschiedenen Lehraufträgen pendelte.

### Sprachkenntnisse
Rosts umfassende Kenntnis europäischer, asiatischer, afrikanischer und anderer lebender wie toter Sprachen, u. a. neben Englisch, Portugiesisch, Italienisch, Russisch, Latein, Altgriechisch, Tamil, Telugu, Malayalam, Sanskrit, Pali, Prakrit, Hindustani (Urdu), Marathi, Altbaktrisch, Persisch, Armenisch, Syrisch, Arabisch, Assyrisch, Hebräisch, Suaheli, Malagasy (Madegassisch), Türkisch, Chinesisch, Birmanisch, Tibetanisch, Thai, Malaiisch oder Polynesisch und Inuit, die er zum Teil am College lehrte und in denen er sich mit seinen Studenten aus aller Welt unterhielt, ermöglichte es ihm, Manuskripte, insbesondere Palmblatthandschriften, und Druckwerke der India Office Library und der Kaiserlichen Öffentlichen Bibliothek Sankt Petersburg erstmals zu lesen, zu erfassen und zu katalogisieren.

### Tätigkeit
Rost legte für die bisher ungeordneten Bestände der India Office Library, die an Umfang und Qualität nur noch von der des British Museum übertroffen wurden, einen Katalog an, öffnete sie für Studierende und erweiterte die Bestände, stets unterstützt durch die Leitung des Ministeriums (Secretary of State for India), durch Ankäufe maßgeblich. Sein Haus, seit 1878 1 Elsworthy Terrace, Primrose Hill, London, stand in- und ausländischen Besuchern und Gästen allzeit offen, zu denen auch – während seines Londonaufenthaltes – als Freund und "fast täglicher Gast" der philippinische Freiheitsheld José Rizal zählte.

### Ruhestand, Nachfolge
1893 ging Rost nach 24 Dienstjahren, mit 71 Jahren, in den Ruhestand; sein Nachfolger als Oberbibliothekar wurde der Sanskritist, Pädagoge und Orientalist Charles Henry Tawney (1837–1922), früherer Leiter des Presidency College in Calcutta und Übersetzer des Kathasaritsagara, der jedoch nicht über die breite linguistische Kompetenz eines Rost verfügte.

### Korrespondenz, Beiträge und Ehrungen
Eigene Monographien hinterließ Rost nicht, teils aus Zeit-, teils aus Geldmangel; linguistische Werke waren der Schriftarten wegen sehr kostspielig. Rost führte jedoch eine umfangreiche Korrespondenz, war Mitglied in mehreren europäischen Wissenschaftseinrichtungen, Ordensträger (Companion of the Order of the Indian Empire CIE) und Ehrendoktor. Er arbeitete an der neunten Auflage der Encyclopedia Britannica (Artikel "Malaiische Sprache und Literatur", "Pali", "Rajah", "Thugs" sowie zahlreiche biographische, landeskundliche und linguistische Beiträge) und an verschiedenen Zeitschriften mit (u. a. Trübners Record, The Athenaeum, The Academy, The American Record), verfasste Rezensionen für Luzac’s "Oriental List" und betätigte sich als Herausgeber von Sammelwerken über Indien und Südostasien sowie durch die Erstellung von Registern und Verzeichnissen, u. a. zu Burnells Verzeichnis der Handschriften im Palast von Tanjavur in Südindien.

### Freimaurerei
Rost war seit 1846 ununterbrochen Freimaurer der Geraer Loge Archimedes.

### Familie, Charakter
Seit 1863 war Rost verheiratet mit Minna Laue aus Magdeburg (* 1836), der Tochter eines verstorbenen Gerichtsrats; aus der Ehe gingen sieben Kinder hervor: 1864 Lorchen (geistig behindert, † Diakonie Stetten 1895), 1865 Auguste Berta, genannt Daisy (Heirat 1890), 1867 Adolf (Bildhauer), 1868 Isabella (früh verstorben), 1870 Minna, 1872 Ernst, 1875 Klärchen (früh verstorben).

#### Sohn Ernst
Der Sohn Ernst (Ernest) Reinhold Rost (* 1872) wurde Militärarzt im Rang eines Majors beim Indian Medical Service (IMS) und leitete das 1899 neu gegründete Yangon General Hospital in Rangoon (Yangon), Burma (Myanmar), wo er sich vor allem um die Lepraforschung verdient machte. Bei seiner Rückkehr nach London engagierte er sich als Honorary Secretary der International Buddhist Society für die Sache des Buddhismus. Ernsts Taufpate war der Orientalist und Sanskritwissenschaftler Arthur Coke Burnell (1840–1882).
Rost galt als ganz außerordentlich sprachgewandt, willensstark und fleißig, dabei zugänglich, überaus geduldig und hilfsbereit. Sein "Rostheim" zeichnete sich durch musikalische Darbietungen und Gastlichkeit aus.

### Tod
Rost erlag in Canterbury auf dem Weg zu seiner Arbeit einem Herzschlag.

## Zitate
- One of the greatest linguists of the age; Buckland, Dictionary of Indian Biography 1906
- Für die Fachgenossen war er nach seinem eigenen Ausspruche oft Vater und Mutter zugleich; Weise 1897, S. 65.

## Schriften (Auswahl)
- Nachträge zu Gildenmeister's Bibliotheca Sanscrita. In: Zeitschrift der Deutschen Morgenländischen Gesellschaft, Band 8. 1854. S. 504–608 (Digitalisat).